# Justicia reitzii
Justicia reitzii är en akantusväxtart som beskrevs av Emery Clarence Leonard. Justicia reitzii ingår i släktet Justicia och familjen akantusväxter. Inga underarter finns listade i Catalogue of Life.